# ملك عبد العزيز
ملك عبد العزيز عبد الله (1921 - 28 نوفمبر 1999)، شاعرة مصرية.

## حياتها
ولدت عام 1921م بمدينة طنطا بمحافظة الغربية. التحقت بروضة الأطفال بمحافظة الغربية، واجتازت المراحل الابتدائية والإعدادية والثانوية، ثم التحقت بكلية الآداب بجامعة القاهرة، وفيها حصلت على ليسانس اللغة العربية عام 1942م، شغلت عدة مناصب إدارية كمنصب رئيس التحرير بمجلة الشرق (1965- 1980)، وعضوية المجلس الأعلى للثقافة (لجنة الشعر)، ونقابة الصحفيين، واتحاد الكتاب، ومجلس السلام العالمي، والجمعية العربية للتكامل الثقافي. شاركت في كثير من المهرجانات الشعرية داخل مصر وخارجها، كما كتبت العديد من المقالات والأحاديث الإذاعية في النقد الأدبي.

## دواوينها الشعرية
- أغاني الصبا، 1958
- قال المساء، 1966
- بحر الصمت، أن ألمس قلب الأشياء، 1974
- أغنيات لليل، 1978.

## أعمالها الإبداعية الأخرى
- الجورب المقطوع (مجموعة قصصية) 1962.[8]

## وفاتها
توفيت تحت أفرع شجرة سقطت فوقها وهي تسير في الطريق يوم 28 نوفمبر عام 1999م.